# 1. Liga (Slowakei) 1993/94
Die Spielzeit 1993/94 war die erste reguläre Austragung der 1. Liga  als zweithöchste slowakische Eishockeyspielklasse. Meister wurde der HK Spartak Dubnica, der direkt in die Extraliga aufstieg. 

## Modus
In der Hauptrunde absolvierte jede der zehn Mannschaften insgesamt 36 Spiele. Der Erstplatzierte nach dem Saisonende stieg automatisch in die Extraliga auf. Für einen Sieg erhielt jede Mannschaft zwei Punkte, bei einem Unentschieden gab es einen Punkt. Für eine Niederlage nach der regulären Spielzeit erhielt man keine Punkte.

## Hauptrunde

### Tabelle
|     | Klub                     | Sp | S  | U  | N  | Tore    | Punkte |
| --- | ------------------------ | -- | -- | -- | -- | ------- | ------ |
| 1.  | HK Spartak Dubnica       | 36 | 28 | 4  | 4  | 181:97  | 60     |
| 2.  | ŠK Iskra Banská Bystrica | 36 | 26 | 5  | 5  | 179:73  | 57     |
| 3.  | HK 36 Skalica            | 36 | 19 | 5  | 12 | 160:116 | 43     |
| 4.  | HC VTJ Michalovce        | 36 | 19 | 2  | 15 | 140:133 | 40     |
| 5.  | VTJ Dukla Senica         | 36 | 10 | 10 | 16 | 118:142 | 30     |
| 6.  | HK 31 Kežmarok           | 36 | 9  | 12 | 15 | 99:134  | 30     |
| 7.  | HC Dukla Trenčín B*      | 36 | 10 | 9  | 17 | 102:135 | 29     |
| 8.  | HK Levoča                | 36 | 11 | 6  | 19 | 115:143 | 28     |
| 9.  | HK VTJ Žilina            | 36 | 12 | 4  | 20 | 116:158 | 28     |
| 10. | HC VTJ Topoľčany         | 36 | 6  | 3  | 27 | 69:168  | 15     |

Sp = Spiele, S = Siege, U = unentschieden, N = Niederlagen, P = Punkte
- Der VTJ Piešťany trat in dieser Spielzeit als HC Dukla Trenčín B an.